# Metasphaeria mosana
Metasphaeria mosana är en svampart som beskrevs av Mouton 1887. Metasphaeria mosana ingår i släktet Metasphaeria och familjen Dothioraceae.   Inga underarter finns listade i Catalogue of Life.